# THE YELLOW MONKEY LIVE AT TOKYO DOME
『THE YELLOW MONKEY LIVE AT TOKYO DOME』（ザ・イエロー・モンキー ライブ・アット・トーキョードーム）は日本のロックバンド・THE YELLOW MONKEYのライブDVD。2004年12月28日にBMGファンハウスより発売。

## 概要

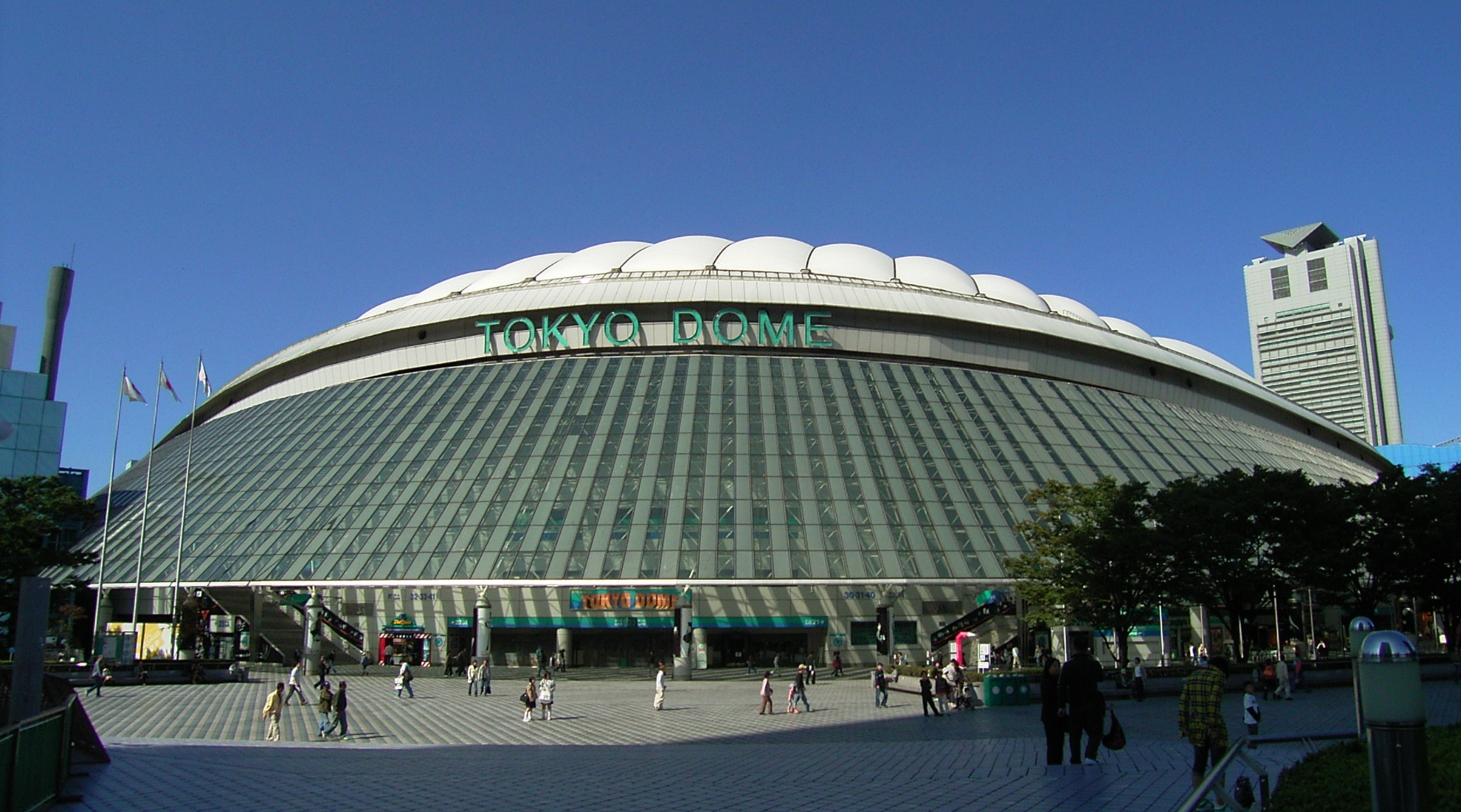
会場となった東京ドーム（2007年10月撮影）

- 事実上のラストライブとなった、2001年1月8日に東京ドームにて行われた企画ライブ「メカラ ウロコ・8」の模様を収録。
- セットリストはメンバーの「今やりたい曲をやろう」という意向で、アルバム「8」の収録曲を中心に構成されている。吉井のMCでの発言によると、「昔の曲でセットリストを組んだら、『8』の収録曲が全然入ってなかった」ために、先述のコンセプトのもとセットリストが組み直されたという。
- 初回限定盤は豪華写真集付きスペシャルパッケージ。

## 収録曲

### Disc 1
1. ジュディ
2. サイキックNo.9
3. STONE BUTTERFLY
4. DEAR FEELING
5. TVのシンガー
6. I Love You Baby
7. GIRLIE
8. 天国旅行
9. カナリヤ
10. ROCK STAR
11. SHOCK HEARTS
12. Sweet & Sweet
13. JAM
14. BURN
15. SUCK OF LIFE
16. バラ色の日々
17. パール
18. 峠

### Disc 2
1. メロメ
2. 真珠色の革命時代〜Pearl Light Of Revolution〜
3. 悲しきASIAN BOY
4. BRILLIANT WORLD
5. WELCOME TO MY DOGHOUSE